# Хотмижськ (станція)
Хотмижськ — вантажна прикордонна залізнична станція Бєлгородського відділення Південно-Східної залізниці (Російські залізниці). Розташована поруч з однойменним пристанційним селищем Головчинського сільського поселення Грайворонського району Бєлгородської області Росії. Станція використовується виключно для вантажного сполучення і на ній обладнані пункти прикордонного контролю.

## Історія
Станція побудована разом з житловими будинками для залізничників і складами у 1910 році, про що свідчать цифри на будівлях і введена в експлуатацію 1911 року в складі ділянки Льгов — Харків споруджуваної тоді приватної Північно-Донецької залізниці. Назву станціъ походить від заштатного міста Хотмижськ Грайворонського повіту Курської губернії (нині — село у Борисовському районі Бєлгородської області), хоча цей населений пункт розташований приблизно за 7 км від однойменної станції.
У серпні 1943 року, під час Бєлгородсько-Харківської наступальної операції на станції перебувало велике скупчення німецької техніки і військ противника. Щоб не допустити прориву і відходу до станції оточеному борисовському угрупованню ворога, генерал-майор Олександр Родимцев, командир 32-го гвардійського стрілецького корпусу, форсованим маршем направив у район Головчино 13-ту гвардійську стрілецьку дивізію під командуванням генерала Гліба Бакланова. Було поставлено завдання не допустити прориву противника на південно-західному напрямку на станцію Хотмижськ. Генерал-майор Гліб Бакланов та генерал-майор Дмитро Чернієнко (командир 31-го танкового корпусу) для захоплення залізничного вузла сформували ударний загін з 3-го стрілецького батальйону гвардії капітана П. Г. Мощенка з 39-го гвардійського стрілецького полку і танкового батальйону 242-ї танкової бригади під командуванням капітана А. І. Реутова. Моторизований загін, посилений протитанковою артилерією непомітно і стрімко увірвався на станцію Хотмижськ, полонив піхотний батальйон противника, знищив 11 танків і захопив п'ять поїздів із продовольством і бойовою технікою. 6 серпня 1943 року станція Хотмижськ із трофеями й полоненими була захоплена радянськими військами.
1992 року, після розпаду СРСР, Хотмижськ став прикордонною станцією, на станції був організований пункт пропуску Бєлгородської митниці (сусідній український пункт контролю на станції Одноробівка) і пізніше розміщено підрозділ прикордонної служби.
2007 року прийнято рішення про будівництво безпосередньо на станції Хотмижськ постійного пропускного пункту «Головчино», який дозволив збільшити пропускну здатність станції.

## Пасажирське сполучення
З 1 червня 2014 року у сполученні з Україною приміському поїзду № 6623/6624 Харків — Готня обмежено маршрут руху до станції Хотммжськ. 
До 28 лютого 2015 року курсували приміські поїзди:
- Свікловична  — Одноробівка — Готня;
- Хотмижськ — Одноробівка — Харків

З 28 лютого 2018 року приміським поїздам з України маршрут руху скорочено до станції Одноробівка, з російської сторони до станції Хотмижськ, на перегоні Хотмижськ — Одноробівка рух приміських поїздів відсутній.
Станом на 2016 рік приміське сполучення здійснювалося рейковим автобусом РА2 сполученням Хотмижськ — Бєлгород, якому згодом було скорочено маршрут руху до станції Готня, а наприкінці 2018 року і зовсім скасуваний. З 2019 року приміський рух на станції відсутній.